# Iveco Cursor
Iveco Cursor — дизельный двигатель внутреннего сгорания, выпускаемый итальянской компанией Iveco S.p.a. с 1998 года. Впервые был представлен на Iveco EuroTech и Iveco EuroStar. В настоящее время устанавливается на автомобили Iveco Stralis, Iveco Strator и Iveco Trakker.

## Cursor 8/10/13

### Cursor 8
- Рабочий объём: 7,8 л (7790 см3)
- Мощность: 180 кВт (245 л. с.)
- Крутящий момент: 110/125 Н*м
- Годы производства: 1998 — настоящее время[6]

### Cursor 10
- Рабочий объём: 10,3 л (10308 см3)
- Мощность: 309/331 кВт (420/450 л. с.)
- Годы производства: 1999 — настоящее время[7]

### Cursor 13
- Рабочий объём: 12,9 л (12882 см3)[8]
- Мощность: 412 кВт (560 л. с.)[9]
- Годы производства: 1999 — настоящее время[10][11]

## Cursor 9
Двигатель Iveco Cursor 9 оснащён системой Common-Rail и ТНВД. С 2016 года выпускается также под видом газомоторного.